# Walter Jeklin
Walter Jeklin (ur. 27 września 1969 w Šempeterze pri Gorici) – słoweński koszykarz podczas swojej kariery sportowej występujący na pozycji rzucającego obrońcy lub rozgrywającego, działacz sportowy.

## Młodość
Jeklin wychowywał się w niewielkiej wsi Postaja, zaś do szkoły chodził do pobliskiej miejscowości Most na Soczy. W wieku 13 lat przeniósł się do Tolmina, gdzie podjął pierwsze treningi w półamatorskim klubie Alpkomerc Tolmin. Po dwóch latach wyjechał do Lublany, gdzie dołączył do juniorów Slovana. Wkrótce jednak, ze względów osobistych, zaczął opuszczać niektóre treningi. W efekcie tego po roku wrócił do Tolmina, gdzie jako szesnastolatek występował w drugiej lidze słoweńskiej (IV liga jugosłowiańska). W Tolminie nie był jednak podstawowym zawodnikiem – w międzyczasie ukończył technikum elektrotechniczne, a sezon 1988/89 opuścił ze względu na służbę wojskową. Po jej odbyciu rozpoczął studia na politechnice, które jednak porzucił po pół roku. Następnie wyjechał do Kanady, gdzie miał zamiar podjąć studia ekonomiczne. Również z tych planów nic nie wyszło, jako że nie zdołał dopełnić wszystkich wymogów formalnych. Po powrocie do Europy, w Trieście rozpoczął studia psychologiczne.

## Kariera profesjonalna

### Kariera klubowa
Po secesji Słowenii od Jugosławii i utworzeniu ligi słoweńskiej, Jeklin porzucił studia w Trieście i dołączył do drużyny Postojny. Był to pierwszy w pełni profesjonalny klub w karierze dwudziestodwuletniego wówczas Słoweńca, w związku z czym musiał on nadrobić wszystkie braki w koszykarskim wykształceniu. W 1993 roku przeniósł się do Heliosu Domžale, gdzie ze średnią 24 punktów na mecz został uznany najlepszym zawodnikiem sezonu zasadniczego. Dobra gra zaowocowała transferem do Olimpiji Lublana, z którą w 1996 roku zdobył mistrzostwo Słowenii. Z zespołem ze stolicy występował także w Eurolidze (łącznie 7 meczów, 19 punktów) i Pucharze Saporty. Po dwóch latach spędzonych w Olimpiji, Jeklin na rok przeniósł się do Interieru Krško, a następnie do Hopsi Polzela. Z tym ostatnim klubem miał podpisany czteroletni kontrakt, ale po upływie roku władze klubu poinformowały zawodnika, że nie dysponują wystarczającymi funduszami na jego dalsze opłacanie. W związku z tym Jeklin zmuszony był szukać nowego klubu. Trafił na testy do klubu z Würzburga i  AZS Elany Toruń. Ostatecznie zdecydował się na przenosiny do Polski.
W swoim pierwszym sezonie w polskiej lidze (1998/99) z drużyną z Torunia zajął siódme miejsce. Indywidualnie Jeklin uzyskał średnią powyżej 20 punktów na mecz, dzięki czemu był najlepszym strzelcem i gwiazdą drużyny. Po bardzo dobrym sezonie, Słoweniec otrzymał liczne oferty, między innymi z Prokomu Trefla Sopot; ostatecznie przeniósł się do zespołu Hoop Pekaes Pruszków. W ciągu całego sezonu, w którym drużyna z Pruszkowa zdobyła brązowy medal mistrzostw Polski, zawodnik z Lublany opuścił jedynie dwa mecze, jednak jego pozycja w nowym zespole nie była tak silna jak w Toruniu. Fakt ten znalazł swoje odzwierciedlenie chociażby w statystyce czasu spędzonego na parkiecie. W przerwie letniej miał trafić do włoskiego Roseto Basket, jednak strony nie porozumiały się w kwestiach finansowych. W efekcie trzeci kolejny sezon w Polsce Jeklin rozpoczął w trzecim kolejnym klubie. Nowym pracodawcą Słoweńca została Spójnia Stargard Szczeciński, w której barwach rozegrał jednak tylko 9 spotkań. Po dwóch miesiącach sezonu przeniósł się do Warszawy, gdzie podpisał kontrakt z miejscową Polonią. W stołecznym klubie występował aż do 2005 roku. W kolejnych sezonach zajmował z Polonią miejsca: dziewiąte, piąte, czwarte i dwukrotnie trzecie. Łącznie wystąpił w blisko stu pięćdziesięciu meczach ligowych Czarnych Koszul, dla których zdobył ponad 2100 punktów.
W czerwcu 2002 roku, w czasie przerwy letniej w polskich rozgrywkach, Jeklin na zasadzie wypożyczenia trafił do portugalskiego klubu UD Oliveirense. Po zakończonych rozgrywkach play-off wrócił do Polonii.
Słoweniec do ligi portugalskiej trafił ponownie w styczniu 2005 roku. Ponownie został wypożyczony, tym razem do końca sezonu do Ovarense Basquetebol. Ze swoją drużyną dotarł do finału ligi, w którym jednak musiał uznać wyższość rywali. Po wygaśnięciu umowy z Polonią, Jeklin podpisał kontrakt z CAB Madeira, z którym to klubem wystąpił także w FIBA EuroCup Challenge. W styczniu 2006, po rozegraniu 10 spotkań w barwach drużyny z Madery, związał się półrocznym kontraktem z Ovarense. Po jego wygaśnięciu zakończył karierę zawodniczą.

### Kariera reprezentacyjna
W reprezentacji Słowenii zadebiutował w 1995 roku, by zakończyć karierę reprezentacyjną w 1999 roku. Z drużyną narodową trzykrotnie wystąpił podczas finałów mistrzostw Europy – w 1995 roku w Grecji, 1997 roku w Hiszpanii i w 1999 roku we Francji, podczas których zagrał w pięciu meczach. Łącznie wystąpił w 29 oficjalnych spotkaniach, w których zdobył 61 punktów.

## Późniejsza działalność
Po zakończeniu kariery zawodniczej, Jeklin był jednym z założycieli powołanego do życia w 2006 roku klubu Polonia 2011 Warszawa. Głównym zadaniem klubu miało być szkolenie zdolnej młodzieży, za co Jeklin, jako prezes zespołu, otrzymał w 2009 Nagrodę Miasta Stołecznego Warszawy.
W 2009 roku Jeklin został mianowany attaché reprezentacji Słowenii przyjeżdżającej do Polski na mistrzostwa Europy. Po zakończeniu turnieju został dyrektorem słoweńskiej kadry do czasu zakończenia Mistrzostw Świata w 2010 roku. W maju 2011 roku ogłoszono, że Słoweniec będzie pełnił funkcję dyrektora (menedżera) reprezentacji Polski
W związku z fuzją Polonii 2011 z AZS Politechniką Warszawską Jeklin przestał pełnić funkcję prezesa tego pierwszego zespołu. Już w lutym 2012 roku został wiceprezesem drużyny mistrza Polski – Asseco Prokomu Gdynia.

## Życie osobiste
- Żonaty z Jolandą[18], ma urodzonego w Warszawie syna Erika[5] i córkę Evę[potrzebny przypis].